# Streets of Simcity
Streets of Simcity är ett racingspel utgivet 1997. Spelet utspelar sig på gatorna runtom i 53 olika städer. Man kan även ladda hem städer från Simcity 2000 i spelet, och köra omkring på deras gator.

### Fotnoter
1. ↑  ”Streets of Simcity”. Fuska. 15 juli 2005. http://fuska.nu/spel/pc/streetsofsimcity/tester/11498/. Läst 21 april 2015.
2. ↑  ”Streets of Simcity” (på engelska). Mobygames. 15 mars 1997. http://www.mobygames.com/game/streets-of-simcity. Läst 21 april 2015.